# Windach
Windach – miejscowość i gmina w Niemczech, w kraju związkowym Bawaria, w rejencji Górna Bawaria, w regionie Monachium, w powiecie Landsberg am Lech, siedziba wspólnoty administracyjnej Windach. Leży około 12 km na wschód od Landsberg am Lech, przy autostradzie A96.

## Dzielnice
- Hechenwang
- Schöffelding
- Steinebach
- Windach

## Demografia
| Rok  | Liczba mieszk. |
| ---- | -------------- |
| 1970 | 1 741          |
| 1987 | 2 264          |
| 2000 | 3 214          |
| 2005 | 3 601          |

### Struktura wiekowa
Dane o ludności z 31 grudnia 2008:
| Opis                                | Ogółem | Ogółem | Kobiety | Kobiety | Mężczyźni | Mężczyźni |
| ----------------------------------- | ------ | ------ | ------- | ------- | --------- | --------- |
| Jednostka                           | osób   | %      | osób    | %       | osób      | %         |
| Populacja                           | 3625   | 100    | 1861    | 51,34   | 1764      | 48,66     |
| Wiek przedprodukcyjny (0–17 lat)    | 842    | 23,23  | 425     | 11,72   | 417       | 11,5      |
| Wiek produkcyjny (18–65 lat)        | 2236   | 61,68  | 1150    | 31,72   | 1086      | 29,96     |
| Wiek poprodukcyjny (powyżej 65 lat) | 547    | 15,09  | 286     | 7,89    | 261       | 7,2       |

## Polityka
Wójtem gminy jest Walter Graf, rada gminy składa się z 16 osób.
|      | DG | FW | FWGS | WGH | BILO | Razem |
| 2008 | 6  | 2  | 3    | 2   | 3    | 16    |
| 2002 | 9  | 2  | 3    | 2   | -    | 16    |